# Alimentador automàtic de documents

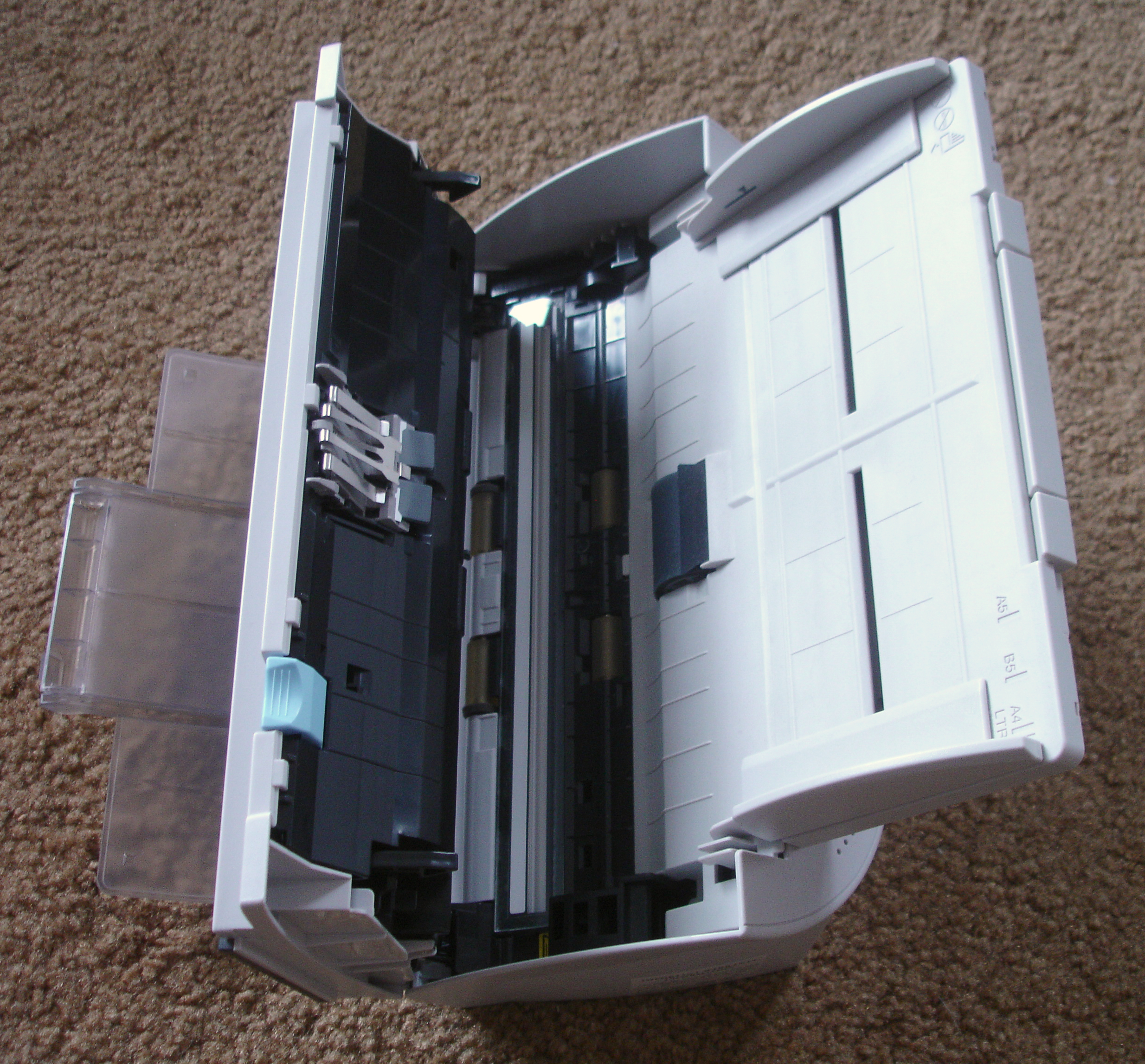
Un escàner amb un ADF dúplex de tipus DADF

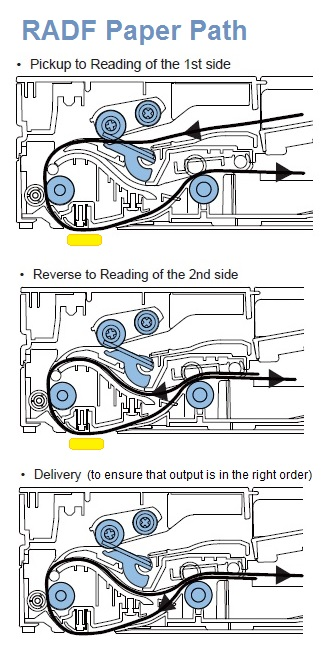
Operació RADF en detall

L' alimentador automàtic de documents o ADF (Automatic Document Feeder) és un accessori integrat en diverses impressores multifunció, màquines de fax, fotocopiadores i escàners.

## Característiques
La versió bàsica de l'alimentador automàtic de documents extreu fulls individuals d'una pila de paper, els guia per la unitat d'escaneig i els torna a expulsar. Només s'escaneja la cara frontal d'un full; aquest procés es descriu amb el terme tècnic Simplex. Si també cal escanejar el revers d'un full, s'ha de girar manualment i tornar-lo a introduir a l'escàner, i els fitxers escanejats, ara disponibles per separat per a la part frontal i posterior, s'han de fusionar mitjançant programa.
Aquest accessori permet introduir diversos documents al dispositiu alhora alimentant l'escàner o la copiadora d'una pàgina a la vegada, cosa que permet a l'usuari escanejar i després copiar, imprimir o enviar per fax documents de diverses pàgines sense haver de substituir manualment cada pàgina.
A la majoria de fotocopiadores, a més de poder escanejar a la superfície plana de vidre, hi ha l'opció d'alimentació automàtica a través de l'ADF. La majoria de màquines de fax també tenen un ADF que de vegades s'utilitza com a fotocopiadora, enviant documents de diverses pàgines a si mateix.
Els ADF es caracteritzen per la seva velocitat en pàgines per minut (PPM) i la seva capacitat, generalment variable, de 10 a 200 o més fulls.

## Escaneig a doble cara
Hi ha dos tipus d'ADF que poden escanejar documents a doble cara:
- RADF (Reversing Automatic Document Feeder-alimentador automàtic de documents reversible)és un alimentador automàtic de documents reversible que escaneja una cara d'una pàgina i després la gira per escanejar l'altra cara;
- DADF (Duplexing Automatic Document Feeder-alimentador automàtic de documents a doble cara): és un alimentador automàtic de documents a doble cara que escaneja les dues cares en una sola passada.

L'avantatge potencial del DADF respecte al RADF és l'augment de la velocitat en la impressió d'originals a doble cara. Els RADF i els DADF es classifiquen segons les imatges per minut (IPM), que és el nombre de cares que poden escanejar per minut.